# Кралят на рибарите
„Кралят на рибарите“ (на английски: The Fisher King) е американски игрален филм – комедийна драма, излязъл по екраните през 1991 година, режисиран от Тери Гилиъм с участието на Джеф Бриджис и Робин Уилямс в главните роли.
Филмът разказва историята на прочут радио водещ (Бриджис), който се опитва да намери изкупление като помага на бездомник (Уилямс), чийто живот е съсипал по невнимание.
Питър Тревърс от списание Ролинг Стоун написва, че филмът те „помита с вълни от хумор, скръб и очарователен романс“.
„Кралят на рибарите“ е сред основните заглавия на 64-тата церемония по връчване на наградите „Оскар“, с номинации за отличието в 5 категории, печелейки 1 статуетка в категорията за най-добра поддържаща женска роля за изпълнението на Мерседес Рул, която получава и приз Златен глобус. Със „Златен глобус“ е удостоен и Робин Уилямс в категорията за най-добър актьор в мюзикъл или комедия.

## В ролите
| Актьор            | Роля                     |
| ----------------- | ------------------------ |
| Робин Уилямс      | Пери                     |
| Джеф Бриджис      | Джак Лукас               |
| Мерседес Рул      | Ани Наполитано           |
| Аманда Плъмър     | Лидия Синклеър           |
| Майкъл Джетър     | бездомен кабаретен певец |
| Дейвид Хайд Пиърс | Лу Росен                 |
| Лара Харис        | Сондра                   |
| Кати Нейджми      | клиентка във видеотеката |
| Хари Шиърър       | Бен Стар                 |
| Уорън Олни        | телевизионен водещ       |

## Награди и Номинации
Награди на Американската Филмова Академия „Оскар“ (САЩ):
- Награда за най-добра актриса в поддържаща роля за Мерцедес Рул

- Номинация за най-добър актьор в главна роля за Робин Уилямс
- Номинация за най-добра музика за Джордж Фентън
- Номинация за най-добър оригинален сценарий за Ричард ЛаГравенес

Награди „Златен глобус“ (САЩ):
- Награда за най-добра актриса в поддържаща роля за Мерцедес Рул
- Награда за най-добър актьор в главна роля за Робин Уилямс

- Номинация за най-добър актьор в главна роля за Джеф Бриджис
- Номинация за най-добър режисьор за Тери Гилиъм
- Номинация за най-добър филм

Награди „Сребърен Лъв“ (Венеция):
- Награда „Сребърен Лъв“ за Тери Гилиъм